# Saint-Jean-de-Tholome
Saint-Jean-de-Tholome ist eine französische Gemeinde im Département Haute-Savoie in der Region Auvergne-Rhône-Alpes.

## Geographie
Saint-Jean-de-Tholome liegt auf 804 m, etwa 22 Kilometer ostsüdöstlich der Stadt Genf (Luftlinie). Das Dorf erstreckt sich im Faucigny, an einem überwiegend nach Norden exponierten Hang mit Blick auf das Talbecken der Landschaft Sallaz am Westfuß des Môle, in den Savoyer Alpen.
Die Fläche des 12,37 km² großen Gemeindegebiets umfasst einen Abschnitt des Faucigny. Das Gemeindeareal erstreckt sich von der breiten Talniederung des Sallaz südwärts über den Hang von Saint-Jean-de-Tholome bis auf den Kamm der steil nach Süden abfallenden Felskrete von Bonneville (bis 1204 m). Nach Osten reicht das Gebiet auf den Gipfel des Aussichtsberges Le Môle, auf dem mit 1863 m die höchste Erhebung von Saint-Jean-de-Tholome erreicht wird.
Zu Saint-Jean-de-Tholome gehören neben dem eigentlichen Zentrum verschiedene Weilersiedlungen, darunter:
- Savernaz (680 m)
- Chez Nonoz (720 m)
- Les Maréchaux (880 m) am Hang oberhalb des Dorfes
- Les Ruz (875 m) am Hang oberhalb des Dorfes
- Vers Château (870 m)
- Bovère (1030 m) am Westhang des Môle

Nachbargemeinden von Saint-Jean-de-Tholome sind Peillonnex und La Tour im Norden, Saint-Jeoire im Osten, Ayse und Bonneville im Süden sowie Faucigny im Westen.

## Geschichte
Das Gemeindegebiet von Saint-Jean-de-Tholome war bereits während der Bronzezeit und während der Römerzeit besiedelt. Darauf weisen der Fund einer Bronzeaxt sowie verschiedene Münzfunde hin. Im Mittelalter gehörte Saint-Jean-de-Tholome zum Gebiet der Herrschaft Faucigny. Als Teil der Dauphiné gelangte der Ort 1349 an Frankreich, wurde aber im Vertrag von Paris 1355 in einem Länderabtausch an die Grafen von Savoyen abgegeben. Danach teilte Saint-Jean-de-Tholome das Schicksal Savoyens.

## Sehenswürdigkeiten
Die Dorfkirche wurde im 19. Jahrhundert erbaut. Vom einstigen Herrschaftssitz La Fléchère sind Reste erhalten.

## Bevölkerung
| Jahr                       | 1962 | 1968 | 1975 | 1982 | 1990 | 1999 | 2006 |
| Einwohner                  | 420  | 411  | 422  | 466  | 535  | 745  | 857  |
| Quellen: Cassini und INSEE |      |      |      |      |      |      |      |

Mit 1157 Einwohnern (Stand 1. Januar 2022) gehört Saint-Jean-de-Tholome zu den kleinen Gemeinden des Département Haute-Savoie. Nachdem die Bevölkerungszahl im Verlauf des 20. Jahrhunderts markant abgenommen hatte (1901 zählte Saint-Jean-de-Tholome noch 949 Einwohner), wurde seit Mitte der 1970er Jahre wieder ein deutliches Bevölkerungswachstum verzeichnet.

## Wirtschaft und Infrastruktur
Saint-Jean-de-Tholome war bis weit ins 20. Jahrhundert hinein ein vorwiegend durch die Landwirtschaft geprägtes Dorf. Heute gibt es verschiedene Betriebe des lokalen Kleingewerbes. Zahlreiche Erwerbstätige sind Wegpendler, die in den größeren Ortschaften der Umgebung, vor allem im Raum Genf-Annemasse, ihrer Arbeit nachgehen.
Die Ortschaft liegt abseits der größeren Durchgangsstraßen, ist aber von Viuz-en-Sallaz an der Straße D907, die von Annemasse nach Taninges führt, leicht erreichbar. Weitere Straßenverbindungen bestehen mit Peillonnex, La Tour und Faucigny.